# Pomacea bridgesii
Pomacea bridgesii е вид коремоного от семейство Ampullariidae.

## Разпространение
Видът е разпространен в Боливия, Бразилия (Амазонас, Пара и Рио Гранди до Норти) и Парагвай.